# Bergsängs gård
Bergsängs gård är en bergsmansgård i herrgårdsstil i Gyttorp 3 km väst om Nora i Västmanland. 

## Historik

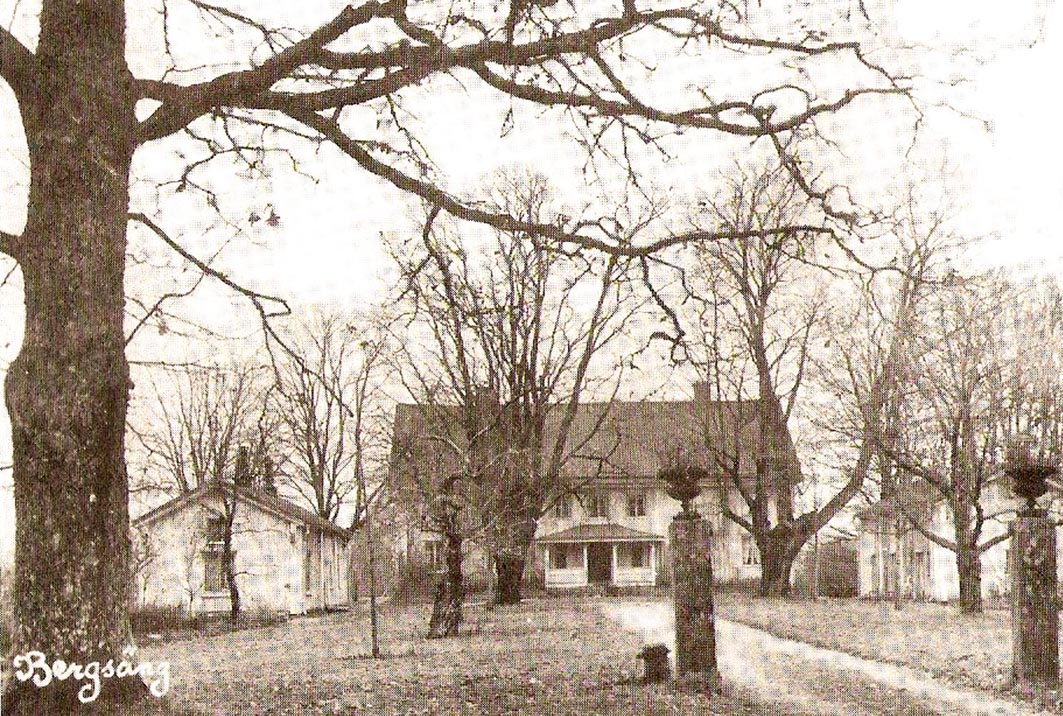
Framsidan av Bergsängs Gård runt sekelskiftet

Sannolikt var det en byggnad på platsen under mitten av 1600-talet, åtminstone är det säkert att Karl Giliussson Tollet bodde på gården 1679.
Den nuvarande corps de logi uppfördes med en våning 1764 enligt brandförsäkringsinspektionen anno 1808. Den var ”af groft furutimmer, håller i längd 40, i bredd 21  och i höjd 8 alnar täckt med Näver och Torf, brädfordrad, rödmålad, väl underhållen och för närvarande i myckett godt stånd, Den är indelat i 12 rum med gång tvärs igenom hela huset.” Enligt 1830 års brandförsäkringsinspektion har ytterligare en våning tillkommit år 1828 och taket täckts med tegel. Väggarna är brädfodrade och målade med ”Blyhvitt”. På nedre våningen är det nu nio rum förutom förstuga. Renoveringar som utfördes 2007 i den sydöstra garderoben avslöjade en igensatt halvmåneformad öppning i timret vilket var igensatt och avslöjar att timret kommer från ett tidigare byggnad.
Det finns två flyglar. Den västra uppfördes 1787 och bestod av tre rum med ”en drängkammare, och 2:ne gästrum, med klädsvindar öfver”. Den östra flygen byggdes 1791 och var en ”brygg och brännhusbyggning”.
Det finns idag en fd tvättstuga nordväst om corps de logi gjord i knuttimring.
Rättarebostaden byggdes i början av 1900-talet och är en liten rödmålad fodrad timmerbostad sydväst om corps de logi. Är idag avstyckad från stamfastigheten.
Från 1893 till slutet av 1890-talet fanns det en hushållsskola på Bergsäng med elever från hela norden.
Egendomen har tidigare omfattat 62 ha, varav 24 ha åker och 31 ha skog.

## Ägarlängd
- före 1657 Gyttorps kronobruk
- 1657 - 1665 Kronofogde Arvid Bengtsson
- 1665 - 1677 Kronofogde Johan Frumerie
- 1677 - 1695 Kronofogde Karl Gillius Tollet
- 1695 - 1699 Bergmästare Johan Ahlman
- 1699 - 1715 Bergmästare Jacob Åkerhielm
- 1715 - 1743 Bruksförvaltare Daniel Sundell
- osäkra årtal Bruksinspektor Lars Örnberg
- osäkra årtal Gruvfogde Lars Nordmark
- 1816 - 1822 Brukspatron Anders Sandell
- 1822 - 1851 Brukspatron Axel Andersson
- 1856 - 1876 Bruksägare N.W. Wictorin
- 1876 - 1880 Riksdagsman Johan Johansson i Noraskog
- 1880 - 1893 Apotekare Gottfried Arbman
- 1893 - 1914 Gruvförvaltare Frans Larsson
- 1914 - 1944 Gruvförvaltare Gustaf Larsson
- 1944 - 1950 Fröken Annie Larsson
- 1950 - 1955 Fröken Willie Larsson
- 1955 - 1980 Nitro Nobel AB
- 1980 - 2003 Gun och Carl Axberg
- 2003 - 2004 Björn Rosengren
- 2004 - 2011 Deanne Rauscher och Jan Seevers